# Alfred von Lewinski
Alfred August Ludwig Wilhelm von Lewinski (* 14. Januar 1831 in Münster; † 22. Juli 1906 in Görlitz) war ein preußischer General der Infanterie.

## Leben

### Herkunft
Alfred entstammte dem Adelsgeschlecht Lewinski. Er war der Sohn des Oberstleutnant a. D. August Jakob von Lewinski (1791–1870) und dessen Ehefrau Charlotte Wilhelmine, geborene Seydel (1804–1869). Sein älterer Bruder Eduard wurde ebenfalls preußischer General.

### Militärkarriere
Lewinski war zunächst Kadett in Wahlstatt. Im Juli 1844 kehrte er jedoch zu seinen Eltern zurück und besuchte das Friedrich-Wilhelm-Gymnasium in Stettin und anschließend die Realschule in Berlin. Lewinski trat dann am 7. Juni 1848 in das 9. Infanterie-Regiment der Preußischen Armee ein, wurde dort am 11. März 1849 zum Portepeefähnrich ernannt sowie am 6. Dezember 1849 zum Sekondeleutnant befördert. Als solcher absolvierte Lewinski von Mitte Oktober 1853 bis Ende Juli 1856 die Allgemeine Kriegsschule. Anschließend diente er vom 1. Oktober 1857 bis 1. Juli 1859 als Lehrer an der Divisionsschule Stettin und wurde zwischenzeitlich am 9. Februar 1858 zum Premierleutnant befördert.
Lewinski machte 1864 den Krieg gegen Dänemark als Hauptmann mit und kämpfte bei Büffelkoppel, nahm am Sturm auf die Düppeler Schanzen sowie dem Übergang nach Alsen teil. Für seine Leistungen wurde Lewinski am 14. August 1864 mit dem Ritterkreuz des Königlichen Hausordens von Hohenzollern mit Schwertern ausgezeichnet. Nach Kriegsende wurde er Adjutant beim Generalkommando des III. Armee-Korps. Im Deutschen Krieg 1866 war er beim Generalkommando der I. Armee-Korps und kämpfte in den Schlachten von Münchengrätz, Gitschin und Königgrätz.
1867 wurde Lewinski in den Großen Generalstab versetzt und nahm 1870 im Generalstab der 5. Division am Deutsch-Französischen Krieg teil, wo er an den Kämpfen um Metz beteiligt war und später an der Loire focht. Er zeichnete sich besonders bei Villers les Plenois und in der Schlacht von Change aus, wofür er den Orden Pour le Mérite erhielt.
1872 wurde er zum Oberstleutnant befördert und Chef des Generalstabs des IX. Armee-Korps. Am 19. September 1874 wurde Lewinski Oberst und war als solcher vom 5. Februar 1878 bis 17. November 1880 Kommandeur des Infanterie-Regiments „von Courbiére“ (2. Posensches) Nr. 19. Anschließend beauftragte man ihn mit der Führung der 9. Infanterie-Brigade. Mit der Beförderung zum Generalmajor am 18. Januar 1881 wurde Lewinski Kommandeur dieser Brigade. Er gab sie am 2. November 1885 ab, wurde mit der Führung der 4. Division und kommandierte sie nach seiner Beförderung zum Generalleutnant am 12. Dezember 1885 bis zum 7. April 1889. Anschließend wurde Lewinski zum Gouverneur von Straßburg ernannt und am 27. Januar 1890 erfolgte seine Beförderung zum General der Infanterie. Ab 4. November 1890 fungierte Lewinski als Kommandierender General des XV. Armee-Korps. Unter Verleihung des Großkreuzes des Roten Adlerordens mit Eichenlaub und Schwertern wurde Lewinski am 1. April 1892 mit Pension zur Disposition gestellt.

### Familie
Lewinski hatte sich am 15. April 1857 in Berlin mit Anna Dorothea Pehlemann (1837–1891) verheiratet. Aus der Ehe gingen folgende Kinder hervor:
- Maria Anna Wilhelmine Luise (* 1859) ⚭ Rudolf Scherz
- Klara Adele Auguste (1860–1927)
- Alfred (1862–1914), preußischer Generalmajor und Kommandeur der 33. Infanterie-Brigade
- Adele Berta Wilhelmine (1865–1866)
- Wilhelm (1867–1942), preußischer Generalmajor
- Felix (1869–1936), preußischer Generalmajor
- Viktor Friedrich Karl (1870–1873)
- Karl Eduard Otto Kurt (1872), Oberamtmann und Domänenpächter
- Elisabeth Anna (*/† 1875)
- Eberhard Julius Rudolf Paul (1876–1917), Oberleutnant der Schutztruppe für Deutsch-Ostafrika
- Margarete Alice Ida (1879–1893)